# Wilhelm Momma (Schriftsteller)
Wilhelm Momma (* 26. November 1880 in Rheydt; † 23. Mai 1930 in Velbert) war ein deutscher Pädagoge und Schriftsteller. 

## Leben
Wilhelm Momma absolvierte eine Ausbildung an einer Präparandenanstalt und wirkte anschließend als Volksschullehrer. Später war er Rektor an einer Volksschule in Velbert. 
Wilhelm Momma verfasste neben seiner Tätigkeit als Lehrer bereits vor Beginn des Ersten Weltkrieges Erzählungen, die für Jugendliche bestimmt und geprägt waren von einer zeittypischen nationalistischen und kriegsverherrlichenden Tendenz, die sich ab 1914 zum Hurra-Patriotismus steigerte.

## Werke
- Helden, Reutlingen 1912
- Kriegesnot, Reutlingen 1912
- Siegesjubel, Reutlingen 1912
- Morgenrot 1813, Reutlingen 1913
- Wir halten aus!, Reutlingen 1914
- Deutsche "Barbaren", Reutlingen 1915
- Der jüngste Rekrut, Stuttgart 1915
- Kriegerweihnacht, Reutlingen 1915
- Waffenbrüder, Reutlingen 1915
- Wider die halbe Welt!, Reutlingen 1915
- Die Regentrude, Berlin 1927
- Zwischen den Rädern der Zeit, Velbert 1930